# Huntsville Flight
Huntsville Flight was een basketbalclub uit Huntsville in de Amerikaanse staat Alabama, die van 2001 tot 2005 uitkwam in de National Basketball Development League.

## Geschiedenis
De Huntsville Flight werden samen met de competitie opgericht in 2001. Bob Thornton werd aangesteld als eerste hoofdcoach. De club wist zich in het eerste seizoen niet te kwalificeren voor de play-offs en Thornton werd vervangen door Ralph Lewis die de resterende drie seizoenen van de club coach zou blijven. In zijn eerste seizoen wist de club opnieuw de play-offs niet te bereiken. In het derde seizoen van de club werden de play-offs wel gehaald er werd eerst gewonnen van de Charleston Lowgators waarna er verloren werd van de Asheville Altitude in de finale. In het laatste seizoen werd opnieuw de play-offs gehaald maar verloren in de halve finale van de Asheville Altitude.
De club werd na het seizoen 2004/05 opgedoekt en de spelers verhuisden naar Albuquerque en werden de Albuquerque Thunderbirds.

## Erelijst
- NBDL Sportsmanship Award: Mike Wilks (2002)
- All-NBDL Second Team: Philip Ricci (2004), Damone Brown (2005)

## Resultaten
| Seizoen | Wins | Verlies | Play-offs    | Coach        |
| ------- | ---- | ------- | ------------ | ------------ |
| 2001/02 | 26   | 30      |              | Bob Thornton |
| 2002/03 | 22   | 28      |              | Ralph Lewis  |
| 2003/04 | 24   | 22      | Finale       | Ralph Lewis  |
| 2004/05 | 27   | 21      | Halve finale | Ralph Lewis  |

## Bekende (oud)-spelers
| - Bryan Bracey - Damone Brown |